# حسونة بن عياد
حسونة بن عياد هو طبيب باطني وأخصائي في أمراض الكلى التونسية ولد في 21 يوليو 1926 في جربة وتوفي 22 فبراير، 2010 في تونس.

## عائلته
ينحدر حسونة بن عياد من واحدة من أعرق عائلات جزيرة جربة: عائلة بن عياد التي ينتمي إلى فرعها التونسي محمود بن عياد وعلي بن عياد.

## تكوينه
تلقى حسونة بن عياد تعليمه الابتدائي بالمدرسة الفرنسية العربية بالمحبوبين. بعد ذلك، التحق بدورات دراسية تكميلية في معهد ثانوي في حومة السوق ، ثم في المدرسة العادية بتونس، وأخيراً بمعهد كارنو. بعد حصوله على شهادة ختم التعليم الاساسي في عام 1947 متبوعة بشهادة في علم الفيزياء والكيمياء، التحق بكلية الطب في باريس عام 1952.،تسجل كمتدرب في مستشفيات باريس عام 1957وهناك تأطر على يد أساتذة فرنسيين بارزين، من بينهم جان لينيغري في اختصاص أمراض القلب ، و البروفسور جان هامبورغرحيث كان جزءا من فريقه في إطلاق أول كلية صناعية وأول عملية زرع كلى.

## سيرته
إثر عودته إلى تونس، عين رئيس قسم الطب الداخلي بمستشفى شارل نيكول في عام 1962 ، ثم طبيب مستشفيات في عام 1963 ، أستاذًا مبرزا عام 1966 ، أستاذًا عام 1970 ، وعميدًا لكلية الطب بتونس بين عامي 1976 و 1985 التي شارك في إنشائها.
ساهم حسونة بن عياد في أول عملية ديلزة بريتونية في تونس عام 1963. و في عام 1967 ، قام بأول عملية خزعة كلوية في تونس. كذلك، يعود له الفضل في إدخال أول كلية اصطناعية عام 1968 ، و إرسال أول كلية للزرع في فرنسا عام 1971 وكان أحد أهم أعضاء فريق أول عملية زرع كلى في تونس في 4 يونيو 1986 مع الأساتذة سعد الدين الزمرلي وخالد عياد. ترأس أيضا العديد من الجمعيات العلمية بما في ذلك الجمعية التونسية للعلوم الطبية، والجمعية التونسية لأمراض الكلى، وهو أيضاً مؤسس الجمعية التونسية للطب الباطني، والجمعية التونسية لأمراض الغدد والجمعية التونسية للإنعاش. كما أنه كان عضوا في الجمعية الدولية لأمراض الكلى، وجمعية أمراض الكلى الناطقة بالفرنسية، والجمعية الفرنسية للطب الباطني، والجمعية الفرنسية للغدد.
في أبريل 1975 ، أنشأ مختبرا في قسمه بمستشفى شارل نيكول، بفضل منحة من وزارة التعليم العالي والبحث العلمي. و وقع الاختيار على الهادي بن معيز كمدير له. قام فريق هذا المختبر بإجراء العديد من الأبحاث بفضل الدعم التقني والأكاديمي لقسم البروفسور غابرييل ريشيه بمستشفى تينون في باريس ، أين تم تكوين الفريق التونسي. هذا المختبر أصبح معترف به على المستوى الدولي بسرعة.
وفي نفس الوقت، أنشأ حسونة بن عياد أيضًا مختبرًا لأمراض الغدد عين البروفسورفتحي بن خليفة مسؤولًا عنه. و فريق هذا المختبر هو الذي قام بالمسح الوطني لمرض السكري.
يعود الفضل أيضا التوأمة بين مستشفيات شارل نيكول بتونس و روان إلى جهوده الخاصة إضافة إلى الامتحان الوطني للتخصص الطبي، في أبريل 1977 ، خلال فترة توليه عمادة كلية الطب بتونس. كما أنه لعب دورًا هامًا في المفاوضات بين وزارتي الزراعة والتعليم العالي حول قطعة الأرض التي بنيت عليها كلية الطب الجديدة في تونس.
ترك الأستاذ وراءه العديد من المنشورات في أمراض الكلى ، أمراض الغدد ، الطب الباطني و أمراض المفاصل.
بعيدا عن مهنته، ترأس حسونة بن عياد الجمعية التونسية الفلسطينية، و بفضل تسميته من قبل رئيس الجمهورية السابق زين العابدين بن علي ,صار عضوًا في اللجنة العليا لحقوق الإنسان والحقوق الأساسية منذ إنشائها في عام 1993.

## جوائز
- وسام الاستحقاق للصحة العامة
- جائزة الاستحقاق للتعليم
- ميدالية تسويق زرع الأعضاء
- ميدالية جان هامبرغر من جمعية أمراض الكلى الفرنكوفونية[2]
- ميدالية الجمعية العربية لأمراض الكلى وزرعها
- ميدالية الاحتفال بالذكرى السنوية الخمسين لإنشاء الجامعة التونسية في 12 نوفمبر 2008
- جائزة 7 نوفمبر للبحوث والإبداع في 1992[2]

## حياته الخاصة
حسونة بن عياد متزوج من امرأة فرنسية تدعى مادلين فيجوير  ، تطوعت لمدة عشر سنوات في هيكلة قسم زوجها في المستشفى اداريا و إعادة تنظيمه.
هو أب لثلاثة أطفال.